# ローラ・T100
ローラ・T100 (Lola T100) は、ローラ・カーズが製作したフォーミュラ2カー。デザイナーはエリック・ブロードレイ。1967年のF1世界選手権では第7戦に出場している。

## 概要
1967年ドイツグランプリにローラからデヴィッド・ホッブス、ブライアン・レッドマンがF2仕様で、BMWからヒューベルト・ハーネがF1仕様のT100で出場した。ホッブスとハーネはBMWエンジン、レッドマンはコスワースエンジン搭載車をドライブした。予選でハーネは14番手、ポールポジションを獲得したロータスのジム・クラークからは28.7秒の差であった。ホッブスは21番手、ポールタイムから42.1秒差であった。レッドマンはコスワースエンジン搭載車で、予選は走らず最後尾の26番グリッドからの出走となった。決勝でハーネはリタイアし、ホッブスはレッドマン車を使用して10位に入った。レッドマンは出走しなかった ·  · 。
数週間後の1967年9月16日、ブライアン・レッドマンはF2仕様のT100で、オウルトン・パークで行われたノンタイトル戦のインターナショナル・ゴールドカップに出場したが、1周を終えたところでエンジントラブルのためリタイアした。続くノンタイトル戦のスペイングランプリでレッドマンはF1仕様のT100をドライブし、8位でフィニッシュした。優勝したジム・クラークからは2周遅れであった。このレースにはジョー・シフェールとヒューベルト・ハーネも出場したが、それぞれ45周目と33周目にエンジントラブルでリタイアしている。
翌1968年、3月22日にブランズ・ハッチで行われたレース・オブ・チャンピオンズにジョン・サーティースがBMWエンジンを搭載したT100で出場したが、オイル漏れによりスタートできなかった。
5月12日に行われたスペイングランプリで、スペイン人ドライバーのホルヘ・デ・バグラチオンはコスワースエンジンを搭載したT100でエントリーしたが、マシンが準備できず出走できなかった。

## F1における全成績
(key)（太字はポールポジション、斜体はファステストラップ）
| 年     | チーム                      | エンジン                   | タイヤ | ドライバー               | レース | レース | レース | レース | レース | レース | レース | レース | レース | レース | レース | レース | ポイント | 順位 |
| 年     | チーム                      | エンジン                   | タイヤ | ドライバー               | 1      | 2      | 3      | 4      | 5      | 6      | 7      | 8      | 9      | 10     | 11     | 12     | ポイント | 順位 |
| ------ | --------------------------- | -------------------------- | ------ | ------------------------ | ------ | ------ | ------ | ------ | ------ | ------ | ------ | ------ | ------ | ------ | ------ | ------ | -------- | ---- |
| 1967年 | Bayerische Motoren Werke AG | BMW M12/3 L4               | D      |                          | RSA    | MON    | NED    | BEL    | FRA    | GBR    | GER    | CAN    | ITA    | USA    | MEX    |        | 0        | -    |
| 1967年 | Bayerische Motoren Werke AG | BMW M12/3 L4               | D      | ヒューベルト・ハーネ     |        |        |        |        |        |        | Ret    |        |        |        |        |        | 0        | -    |
| 1967年 | ローラ・カーズ              | BMW M12/3 L4               | F      | デヴィッド・ホッブス     |        |        |        |        |        |        | 10     |        |        |        |        |        | 0        | -    |
| 1967年 | ローラ・カーズ              | フォード-コスワース FVA L4 | F      | ブライアン・レッドマン   |        |        |        |        |        |        | DNP    |        |        |        |        |        | 0        | -    |
| 1968年 | Escuderia Calvo Sotello     | フォード-コスワース FVA L4 | D      |                          | RSA    | ESP    | MON    | BEL    | NED    | FRA    | GBR    | GER    | ITA    | CAN    | USA    | MEX    | 0        | -    |
| 1968年 | Escuderia Calvo Sotello     | フォード-コスワース FVA L4 | D      | ホルヘ・デ・バグラチオン |        | WD     |        |        |        |        |        |        |        |        |        |        | 0        | -    |

## 参照
1. ↑   “Qualifications du Grand Prix d'Allemagne 1967”. statsf1.com. 25 decembre 2013閲覧。
2. ↑   “Grand Prix d'Allemagne 1967 : Tour par tour”. statsf1.com. 25 decembre 2013閲覧。
3. ↑   “Classement du Grand Prix d'Allemagne 1967”. statsf1.com. 25 decembre 2013閲覧。
4. ↑   “XIV International Gold Cup”. statsf1.com. 25 decembre 2013閲覧。
5. ↑   “XIII Gran Premio de Espana”. statsf1.com. 25 decembre 2013閲覧。
6. ↑   “III Race of Champions”. statsf1.com. 25 decembre 2013閲覧。
7. ↑   “Classement du Grand Prix d'Espagne 1968”. statsf1.com. 25 decembre 2013閲覧。